# سعد بن شريدة الكعبي
سعد بن شريده الكعبي (1967-) وزير الدولة لشؤون الطاقة في دولة قطر منذ نوفمبر سنة 2018، والرئيس والمدير التنفيذي لقطر للطاقة، الشركة المملوكة للدولة والتي تدير جميع أنشطة النفط والغاز في دولة قطر.

## الدراسة
التحق الكعبي بجامعة ولاية بنسلفانيا عام 1986 حيث درس هندسة البترول والغاز الطبيعي. وتخرج عام 1991 بدرجة بكالوريوس العلوم في هندسة البترول والغاز الطبيعي.

## المهنة
التحق الكعبي بقطر للبترول عام 1986 أثناء دراسته في جامعة ولاية بنسلفانيا.
وبعد تخرجه، انضم الكعبي إلى إدارة المكامن وتطوير الحقول في قطر للبترول. ثم شغل مناصب مختلفة في هندسة البترول إلى جانب مناصب فنية وتجارية وإشرافية. ثم أصبح مدير تطوير الغاز، وتولى مسؤولية إدارة حقل الشمال. يُنسب إليه هو وفريقه إطلاق وتنفيذ مشاريع غاز مختلفة في فترات زمنية قصيرة، وبالتالي المساهمة في ارتفاع إنتاج الغاز الطبيعي المسال وتحويل الغاز إلى سوائل في قطر.
في عام 2006، أصبح الكعبي مديرًا لإدارة مشاريع النفط والغاز في قطر للبترول، وكان مسؤولاً عن جميع حقول النفط والغاز في قطر وجميع أنشطة الاستكشاف. في سبتمبر 2014، عُيّنَ الكعبي مديراً عاماً لقطر للبترول. وأصبح بعدئذٍ رئيسًا ومديرًا تنفيذيًا (في نوفمبر 2014) كجزء من إعادة تنظيم رئيسية لقطر للبترول.
الكعبي هو رئيس مجلس إدارة شركة صناعات قطر، وهو تعاون كبير يشرف على العديد من الجهود الصناعية للإمارة ويتعامل بشكل أساسي في البتروكيماويات والصلب والأسمدة.